# Svarttjärnen (Svegs socken, Härjedalen, 689883-140930)
Svarttjärnen är en sjö i Härjedalens kommun i Härjedalen och ingår i Ljusnans huvudavrinningsområde.